# فوراوس
فوراوس Foraus (بالألمانية: ForumAussenpolitik) (ويعني: منتدى السياسة الخارجية) هو مركز أبحاث سويسري متخصص في موضوعات السياسة الخارجية السويسرية.
يقع مقره الرئيسي في برن عاصمة سويسرا ولديه مكاتب في جنيف ويعمل وفقًا لمبدأ القواعد الشعبية، فيمتلك 9 مجموعات إقليمية في جميع أنحاء سويسرا.
معظم أعضائه من الأساتذة الجامعيين والطلاب والمتخصصين الشباب،  الذين ينتجون أوراقا بحثية علمية قائمة على الأدلة الواقعية، بهدف استخدام تلك الأوراق كتوصيات لصانعي القرار والجمهور الأوسع.
ينظم المركز منتديات ومؤتمرات، ويتم تمويله من خلال رسوم العضوية وكذلك من خلال دعم المؤسسات والجهات المانحة الخاصة.

## التاريخ

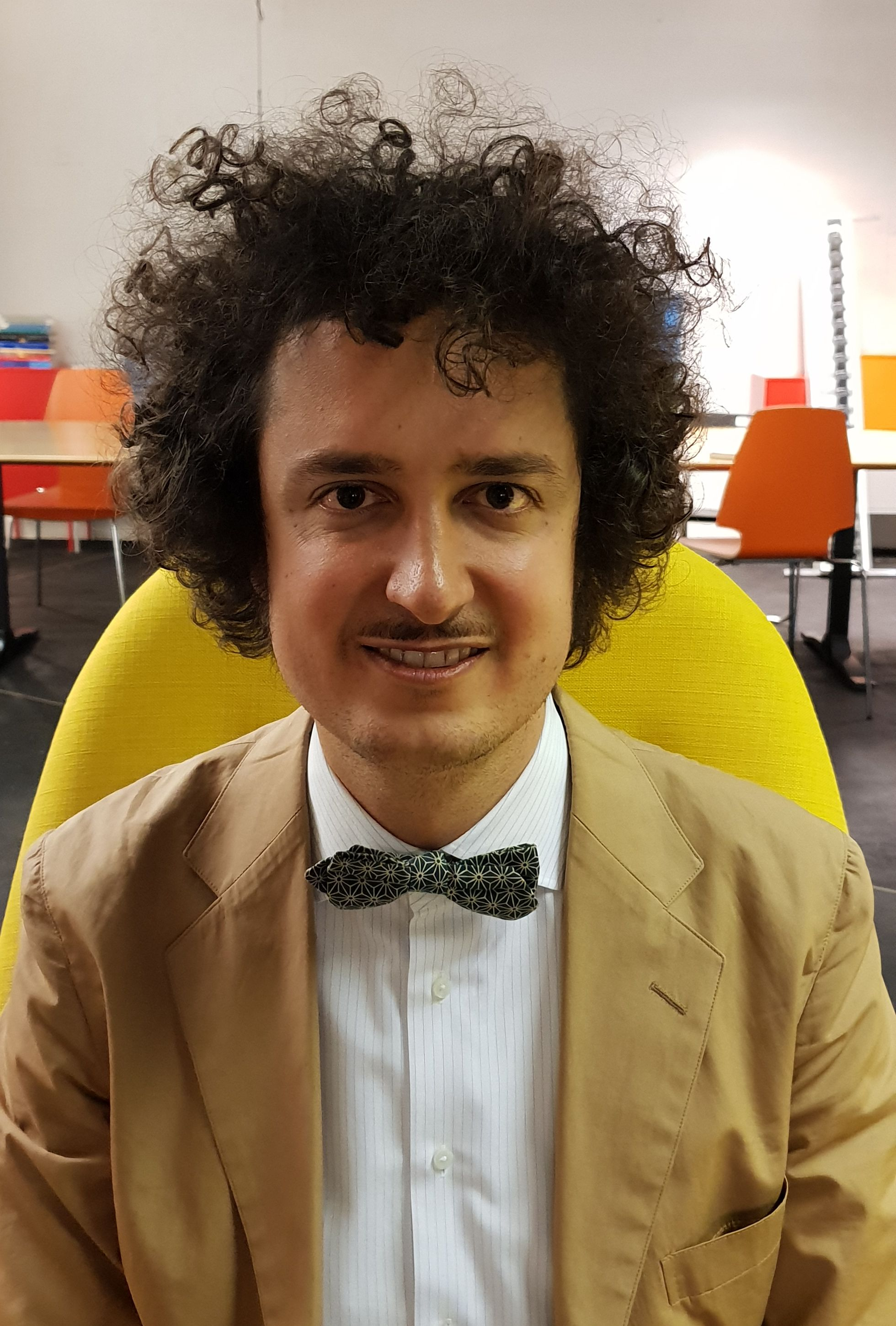
نيكولا فورستر

تأسس فوراوس Foraus في خريف 2009 على يد طلاب من زيورخ وجنيف وبرن. تم تطويره كمؤسسة فكرية شعبية من قبل المؤسسين نيكولا فورستر وبابلو بادروت.
في عام 2017، بدأ المركز شراكته مع مراكز أبحاث أخرى مثل "بوليس 180" في برلين و"أغورا" في لندن" و"أرغو" في باريس و"بونتو" في فيينا..

## الهيكل التنظيمي
تشمل الموضوعات الرئيسية التي يعمل عليها المركز 11 موضوعا: (سياسة التنمية؛ أوروبا؛ والشرق الأوسط وشمال أفريقيا، وآسيا، السلام والأمن؛ الحوكمة العالمية؛ الهجرة؛ البيئة والنقل والطاقة؛ القانون الدولي وحقوق الإنسان).
علاوة على ذلك، توجد مجموعات إقليمية في العديد من المدن الجامعية السويسرية (بازل، برن، فريبورغ، جنيف، لوزان، لوسيرن، نوشاتيل، سانت غالن وزيورخ).
يقع المكتب الرئيسي في برن، بينما يقوم مكتب جنيف بتنسيق الأنشطة في المنطقة الناطقة بالفرنسية وكذلك تطوير العلاقات مع المنظمات الدولية.
تشغل إليسا كاديللي منصب رئيسة الجمعية منذ أبريل 2023، وتشغل ماري جويار منصب نائبة الرئيس. المديرتان المشاركتان هما سيرينا كابات وماري هورليمان.

## الأهداف
تتمثل أهداف منتدى فوراوس Foraus إلى تقديم مساهمة بحثية في السياسة الخارجية في سويسرا من خلال المساهمة القائمة على الأدلة العلمية وتعزيز الحوار البناء القائم على البحث الأكاديمي.

## أنشطة المنتدى
تتمثل الأنشطة الرئيسية الثلاثة للمنتدى في نشر الأوراق البحثية حول جميع جوانب السياسة الخارجية السويسرية، وتنظيم المنتديات والمؤتمرات، والتواصل مع وسائل الإعلام، ومع الجمهور العريض وصناع القرار.

### الفعاليات
ينظم المركز ورش عمل وحلقات نقاش ومؤتمرات مع سياسيين ودبلوماسيين وعلماء رفيعي المستوى بشكل منتظم. ويحضر فعاليات المركز صناع القرار السويسريون وقادة الرأي، بما في ذلك العديد من الأعضاء السابقين والحاليين في الحكومة السويسرية، وكذلك الضيوف الدوليين منهم على سبيل المثال: خوسيه مانويل باروسو وإنريكو ليتا وجوزيف ستيغليتز.

### المنشورات
يصدر المركز أوراق نقاشية وملخصات سياسية حول القضايا الحالية بشكل منتظم. ومن بين أشهر الموضوعات التي قدمها المركز هي انعكاسات الاستفتاءات الوطنية على السياسة الخارجية لسويسرا، والتحديات المتعلقة بالهجرة والعلاقات بين سويسرا والاتحاد الأوروبي. في إطار الانسحاب من الاتحاد الأوروبي (بريكست)، وقد حظيت دراسات فوراوس حول الخيارات المؤسسية لما بعد خروج بريطانيا  باهتمام كبير في المملكة المتحدة.

### مطبخ السياسة
طور مركز فوراوس Foraus منصة رقمية خاصة بها للابتكار السياسي، والتي تسمى «مطبخ السياسة» Policy Kitchen. تم تصميم الأداة لتعزيز التعاون عبر الحدود.

## روابط خارجية
- foraus.ch - الموقع الرسمي للمركز
- Polis 180 - Grassroots-Thinktank für Außen- und Europapolitik (بالألمانية)
- أرغو | مركز الأبحاث في باريس (بالفرنسية)
- أغورا - المنتدى المفتوح للسياسة الخارجية